# 自由の記念碑 (リガ)
自由の記念碑（じゆうのきねんひ、ラトビア語: Brīvības piemineklis) は、ラトビアのリガにあるモニュメントで、ラトビア独立戦争(1918-1920)で殺された兵士に捧げられている。ラトビアの自由、独立、主権のシンボルとして大切にされており、リガで行われる公開集会や公式式典などでは中心場所になることが多い。
完成は1935年11月18日、高さ42メートル、石灰岩、石灰華、銅で作られている。記念碑の周囲の彫刻やレリーフは、13のグループに分かれており、それぞれラトビアの文化や歴史を表している。記念碑の中心部分は上へ行くに従って細くなる四角柱型で、その上の銅像『自由の女神』の手には、金色の星が3つ掲げられている。（英語版の写真を参照のこと）

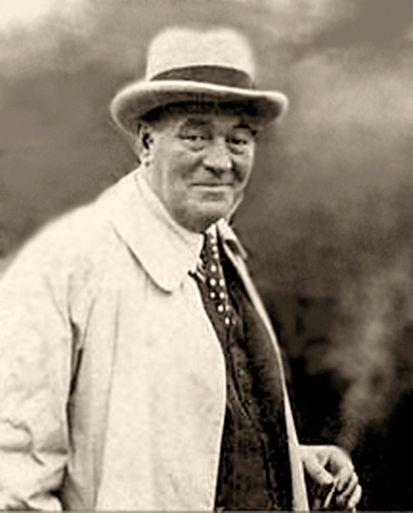
カーリス・ザール

記念碑の建設構想が生まれたのは1920年代初期で、ラトビアの首相ジクフリーツ・メイエロヴィッツが「記念柱」のデザインコンペに関する法律を制定した。幾度かのコンペを経て最終的に1930年代の初め、記念碑はラトビアの彫刻家カーリス・ザールの案『星のごとく輝け（ラトビア語: Mirdzi kā zvaigzne!）』に従って建設された。建設費用は個人献金によって賄われた。
1940年のソビエトによるラトビア侵攻以降、ラトビアはソビエト連邦に併合され、自由の記念碑は解体が検討されたが、実行に移されることはなかった。リガ生まれでカーリス・ザールの教え子だったソビエトの彫刻家ヴェラ・ムーヒナが、記念碑の芸術的価値を惜しんで破壊回避に尽力したのだという説がある。ソビエトのプロパガンダは、記念碑の象徴性を共産主義的イデオロギーに合致するよう歪めようとしたが、一般市民にとっては変わらず国家独立の象徴であり続けた。1987年の6月14日には、約5,000人の人々が記念碑に集まり、ソビエト体制の犠牲者を悼んで花を捧げている。
この集会をきっかけに国家独立運動が再燃、3年後にはラトビアの主権回復を宣言、ソビエト体制も崩壊した。

## デザイン
自由の記念碑を飾る彫刻やレリーフには13のグループがあり、それぞれがラトビアの文化や歴史を表している。
記念碑の中心部分は四角柱で、上へ行くに従って細くなる。
記念碑の土台付近で、赤い花崗岩の階段（10段、高低差18メートル、奥行3メートル）が、2つの石灰華のレリーフ（高さ1.7メートル、幅4.5メートル）『ラトビアライフル大隊』(13、ラトビア語: Latvju strēlnieki) と『ラトビアの人々－歌』(14、ラトビア語: Latvju tauta - dziedātāja)との間を結んでいる。さらに2つの階段が直径28メートルの円い舞台を形づくり、そこに記念碑全体が建っている。記念碑の前部分では舞台は長方形を形づくり、この場所が式典行事などに使われている。
記念碑の土台部分もまた、赤い花崗岩で造られている。土台の下部分は高さ3.5メートル、幅9.2メートル、奥行11メートルに統一されている。土台の上部は一回り小さく、高さ3.5メートル、幅8.5メートル、奥行き10メートルで、隅に丸いニッチが作られ、3つの人物像からなる彫刻群が据えられている。その側面もまた石灰華で装飾されている。記念碑の正面、『労働』と『祖国防衛』のレリーフの間に、ラトビアの作家カーリス・スカルベによる献辞「祖国と自由のために」(6; ラトビア語: Tēvzemei un Brīvībai)が石灰華のパネルに刻まれている。『労働』(10、ラトビア語: Darbs)は漁師、職人、農民を表している。中央に立つ農民が手にする大鎌は、オークの葉やどんぐりで飾られ、力と雄々しさを象徴している。『祖国防衛』(9、ラトビア語: Tēvzemes sargi)では、中央に古代ラトビアの戦士が立ち、現代の兵士が両脇にひざまずいている。側面の石灰華には2つのレリーフが掲げられている。1つは『1905年』(7、ラトビア語: 1905.gads)でロシア第一革命の影響を表しており、もう1つが『鉄橋上におけるベルモンティアンとの戦い』(8、ラトビア語: Cīņa pret bermontiešiem uz Dzelzs tiltaで、ラトビア独立戦争中のリガでの決戦を表している。 記念碑の後ろ側には、2人の子供の間に立つ母の像の『家族』(12、ラトビア語: Ģimene)と、『学問』(11、ラトビア語: Gara darbinieki)がある。
赤い花崗岩の土台の上に、高さ6メートル、幅6メートル、奥行7.5メートルの長方形の石灰華のブロックが置かれ、5.5-6メートルの高さの灰色の花崗岩の4つの彫刻群に囲まれている。『ラトビア』(2、ラトビア語: Latvija)、ラトビアの民族叙事詩に歌われた英雄『ラーチュプレーシス』(3、ラトビア語: Lāčplēsis)、ペイガニズムのバルト人僧『ヴァイデロティス』(5、ラトビア語: Vaidelotis)、男性3人が自分たちを縛る鎖を断ち切ろうとする『解放者』(4、ラトビア語: Važu rāvēji)である。
一番上のブロックはまた、高さ19メートルの石灰華1枚岩の柱（底部2.5メートル×3メートル）の土台ともなっている。柱の前面と背面には、ガラスの中心線が走っている。柱の上には『自由の女神』の銅像(1)が置かれている。女神像は高さ9メートル、3つの金色の星を掲げ、ラトビアを構成するヴィドゼメ、ラトガレ、クルゼメを象徴している。記念碑全体は当初、鉄筋コンクリートの骨組みの周囲に鉛や銅の線、石灰モルタルを流し込んで建造された。しかし元の建材の一部は、修復の際ポリウレタンの詰めものに置き換えられた。モニュメントの内側には部屋が作られ、背後のドアから出入りできるようになっている。中には階段があり、電気設備や下水道の入口へとつながっている。ドアは自由に出入りすることはできず、現在はもっぱら管理目的に使用されている。しかし部屋を改装して小規模な展示を行い、ラトビアを訪れた外国要人が献花式典を終えた後に、記念碑の歴史を紹介できるようにすることが提唱されている。

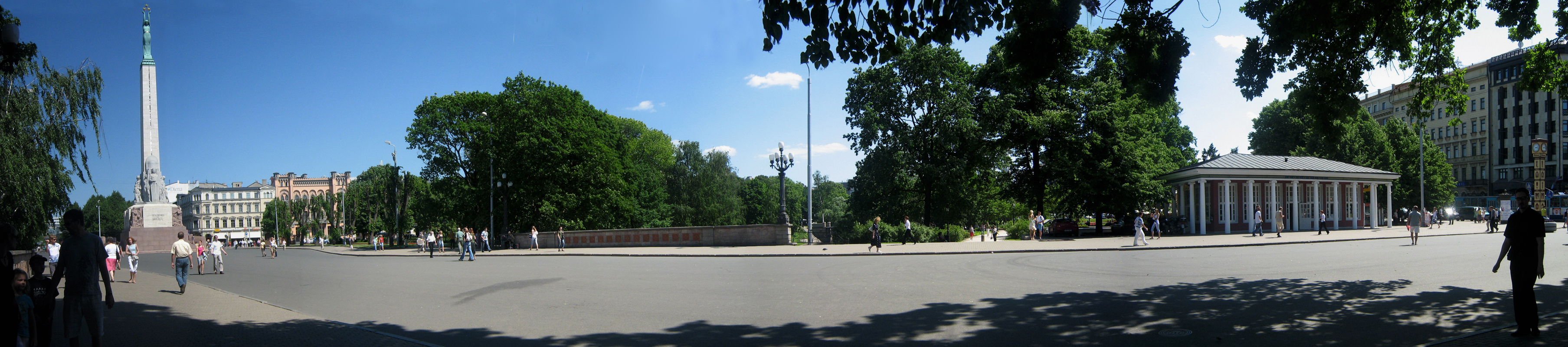
自由の記念碑広場

## 場所
記念碑が位置するのはリガの中心地Brīvības bulvāris (「自由大通り」の意)、旧市街の近くである。1990年には記念碑周辺の区画、ライニス大通りとアスパジャ大通りの間約200メートルへの車の進入が止められ、歩行者専用の広場となった。その区画には、町の運河に架かる橋も含まれている。運河はかつては町の防御壁の役目を果たしていたが、19世紀に埋め立てられて大通りが作られた。運河の長さは約3.2キロメートル、その周囲の半分は公園となっている。堀の解体で出た土壌は公園に集められ、記念碑の北の人工の丘や多くの滝を作る際に利用された。公園の東側の大通り周辺には、大使館等がいくつか位置している。自由の記念碑に最も近い位置には、ドイツとフランスの大使館、ラトビア大学、リガ州ギムナジウムNo.1がある。
公園の南側、記念碑寄りの位置には国立オペラ劇場が位置し、その前には花壇と滝が造られている。オペラ劇場の反対側、旧市街に近い広場西寄りには、小さなカフェやライマ時計がある。時計は1924年に設置され、1936年ラトビアの菓子メーカー「ライマ」の広告塔を兼ねるようになったため、ライマ時計と呼ばれるようになった。ライマ時計はよく待ち合わせ場所として使われる。
初めの計画では、記念碑周辺に作られる広場は楕円形で、周囲には高さ1.6メートルの花崗岩の壁を巡らせ、内側にはベンチを、外側にはクロベ杉の垣根を設置する予定だった。しかしこのプロジェクトは、1930年代には実施されなかった。1980年代にもこの案が再興されたが、再び延期になった。

## 建造
ラトビア独立戦争で戦死した兵士に敬意を表するための記念碑と作ろうという案は、1920年代初期に生まれた。1922年7月27日、ラトビアの首相ジクフリーツ・メイエロヴィッツは、「記念柱碑」のデザインコンペを行うための法整備を行った。コンペ入賞者の案は、27メートルの高さの柱を、ラトビアの公式シンボル、ラトビアの民族学者クリシュヤーニス・バロンスや言語学者アティス・クロンワルズのレリーフで飾ろうというものだった。この案は57人の芸術家からの抗議を受け、のちに撤回されている。1923年10月には新たにコンペが行われ、この時に『自由の記念碑』という語が初めて使われた。コンペの入賞者は2人おり、最終コンペが1925年3月に実施されたが、審査員の見解が割れ、最終結果にはたどり着かなかった。
最終的に1929年10月、最後のコンペ実施が発表された。入賞は、前回にも入賞した彫刻家カーリス・ザールの『星のごとく輝け(ラトビア語: "Mirdzi kā zvaigzne!")』であった。本人による若干の修正ののち、建築家エルネスツ・スタルベルク監督のもと、1931年11月18日に建設が始まった。個人献金を資本に、記念碑は旧市街への入り口に設置された。この場所にはかつてリガの中心的モニュメントであった、ロシア皇帝ピョートル大帝の騎馬ブロンズ像が立っていた。1935年、記念碑完成の年の計算によれば、4年間の建設で、石材の運搬だけでも308,000人時を費やしたという。仮に1人でこの仕事に取り組むならば、当時の最新機器を使用したとしても130年かかったであろう。使われた材料の総量は約2,500トンで、鉄道で運ぶと仮定すると約200台の貨車が必要な量であった。

## 修復
記念碑は、霜や酸性雨などの気候、大気汚染などによってダメージを受けている。1990年、記念碑の周辺区域は歩行者専用となったが、まだ車の進入が可能な道が3本残っている。高濃度の二酸化窒素と二酸化硫黄が記念碑付近で観測されており、これらは水と結合することによって記念碑の基礎構造を腐食することになる。さらに、水が浸入すれば鉄筋コンクリートの骨組みに亀裂が入り、記念碑の鋼柱やボルトに錆が生じている。また車の通行による振動に常にさらされ、記念碑は磨滅してもいる。
多孔性の石灰華は時間とともに少しずつ砕け、孔はすすと砂のかけらで埋まっている。そのため記念碑は黒ずんで見えるとともに、苔や緑藻などの有機体が生える原因ともなっている。不定期なメンテナンスや拙劣な修復パフォーマンスもまた、記念碑を風化させるだけであった。2001年には、記念碑のさらなる劣化を防ぐために、いくつかのボルトが取り換えられてポリウレタンで目止めを施され、防水加工が施された。また2年ごとにメンテナンスを行うことも確定された。
1962年、1980～1981年のソビエト占領期に、2度修復されている。伝統に合わせて、ラトビア独立回復後の修復メンテナンスの融資には、個人献金が取り入れられている。1998～2001年には、記念碑は大規模な修復を行っている。この修復の間に、『自由の女神』像と星は洗浄・修復されて、滅金しなおされた。
記念碑は2001年7月24日、正式に修復を終えた。階段、柱、舞台、記念碑内部が修復され、石材は洗浄されて設置しなおされた。記念碑の土台は固定され、沈下防止が施された。この修復を経れば、次の大規模修復は100年後でよいとの宣伝だったが、数年後には星の金めっきに傷みが発見された。使用されためっき技術が原因であった。2006年に星は再び修復を受けた。しかしこの修復は当座のものであり、その品質は保証されていない。

## 儀仗兵

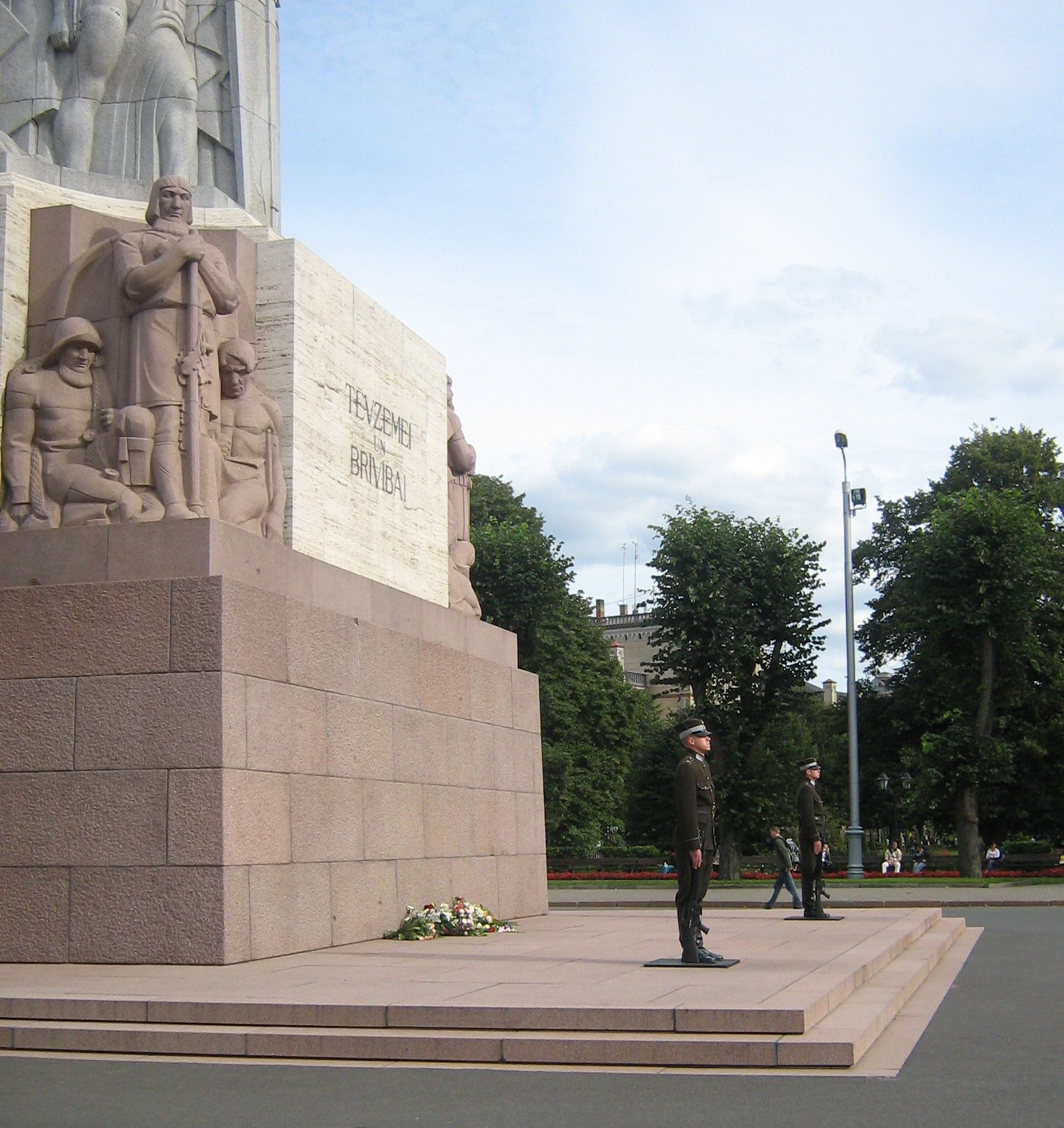
自由の記念碑の前に立つ儀仗兵

儀仗兵は、記念碑完成から1940年まで置かれたが、ラトビア占領直後に廃止され、1992年11月11日に再開されている。儀仗兵は、ラトビア国軍大隊本部の儀仗隊 (ラトビア語: Nacionālo Bruņoto spēku Štāba bataljona Goda sardzes rota) の兵士である。警護は、悪天候であったり、気温がマイナス10度以下、25度以上になったりすると行われない 。警護業務は2週間交代で行われ、衛兵交代式では隊長の命により、3ないし4対の衛兵が1時間ごとに互いの位置を交代する。儀仗兵の傍には、それぞれ2名の警備兵がつき、儀仗兵に異状がないか点検している。
通常、衛兵交代は午前9時から午後6時まで1時間ごとに行われる。1時間の当直につき2時間の休憩が取られており、衛兵は国防省内の1室で過ごす。2004年9月からは、衛兵は警護の間に、30分ごとのパトロールも行うようになった。記念碑の台座から行進移動、記念碑の両側に沿って2度行進した後に、定位置に戻る。

衛兵の条件は身長6フィート（1.82メートル）、健康で、30分間直立不動が求められる。

## 政治的意義

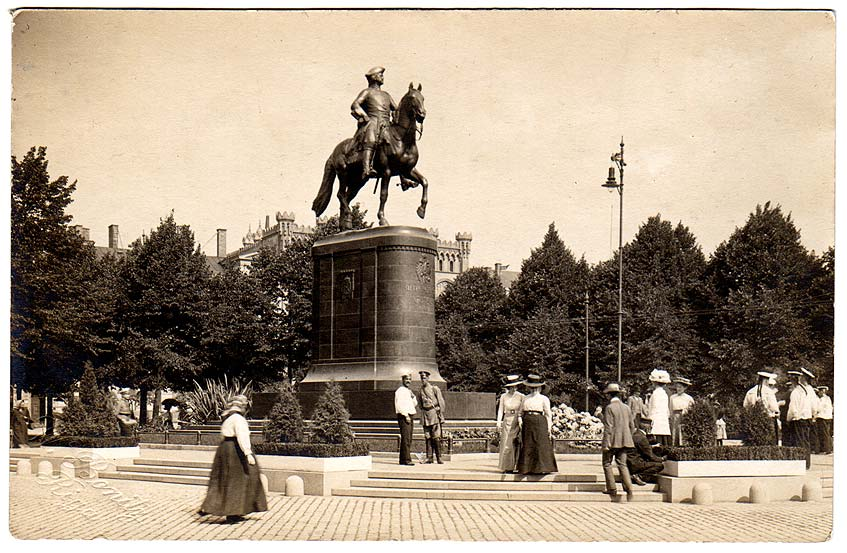
自由の記念碑は、ロシア皇帝ピョートル大帝像の跡地に建てられた。

第二次世界大戦終結後、記念碑を解体する案が浮上したという。歴史家が信頼するに足る記録書類はほとんど残っておらず、研究は証言のみに基づいて進められている。1949年9月29日、ラトビア・ソビエト社会主義共和国の人民委員会議は、ロシア皇帝ピョートル大帝の像の再興を提案した。証言によれば、この問題が最初に浮上したのは1944年10月とかなり早い時期だったという。自由の記念碑の解体を明確に要求したわけではないにしろ、像を元の場所に復元するには、記念碑を取り壊すしかないのだった。論議の結果は記録されてはいないが、現在も記念碑は建っており、提案が否決されたのだと推測される。ソビエトの彫刻家ヴェラ・ムーヒナ (1889 – 1953年) は、カーリス・ザールの教え子であり、記念碑的彫刻『労働者とコルホーズの女性』の制作者である。彼女は記念碑を解体の危機から救った人物として取りざたされることがあるが、その根拠となるような記述はなにも残されていない。ヴェラの息子によれば、彼女が参加した会議で記念碑の運命が論議されたという。記念碑の芸術的価値は非常に高く、それを解体することは、ラトビアの人々の最も厳粛な感情を傷つけてしまう、というのが彼女の見解であったと息子は述べている。
自由の記念碑そのものは残されたが、その象徴するところは解釈し直された。3つの星は新しく連邦に加わったバルト地方の連邦構成共和国、すなわちエストニア・ソビエト社会主義共和国、ラトビア・ソビエト社会主義共和国、リトアニア・ソビエト社会主義共和国を象徴しているのであり、それを掲げるのは母なるロシアであり、記念碑が建てられたのは第二次世界大戦後バルト諸国を解放したソビエト連邦の指導者ヨシフ・スターリンに対する一般市民の感謝を表明するため、というものであった。1963年夏に解体問題が再び持ち出された際には、これほど芸術的・歴史的価値の高い建造物であり、ラトビア居住者の献金を資金とした建物である記念碑を破壊する行為は、強い憤りを引き起こさせ、社会的緊張を生むだけである、という決定がなされた。
時間とともに象徴性の曲解も和らげられ、1988年頃には、記念碑は多少の真実をもって「ツァーやバルト・ドイツ人の専制政治による束縛からの解放を祝す」ために建てられた、ということになっていた。もっとも、ボリシェヴィキ赤軍とラトビア赤軍ライフル大隊は、ラトビア独立戦争時には敵同士だった、という事実はうやむやにされた。
ソビエト政府の努力にもかかわらず、1987年の6月14日には、約5,000人の人々が集まって、ソビエト国外追放の犠牲者を追悼した。この行事を企画したのは人権擁護団体の「ヘルシンキ86」で、ソビエト占領以後初めて行われた献花式典であったが、ソビエト当局によって実施は禁止された。当時のソビエト政府が自転車レースを催した際には、自由の記念碑で式典が計画された。ヘルシンキ86は同年の8月23日、独ソ不可侵条約記念の献花式典を計画した。この時は機動隊がジェット水流を使って人々を阻止した。それでも独立運動は成長を続け、いくつかの行事では参加者50万人以上を数えた。これはラトビアの人口の4分の1に当たる人数である。3年後の1990年5月4日、ラトビアは独立回復を宣言する。

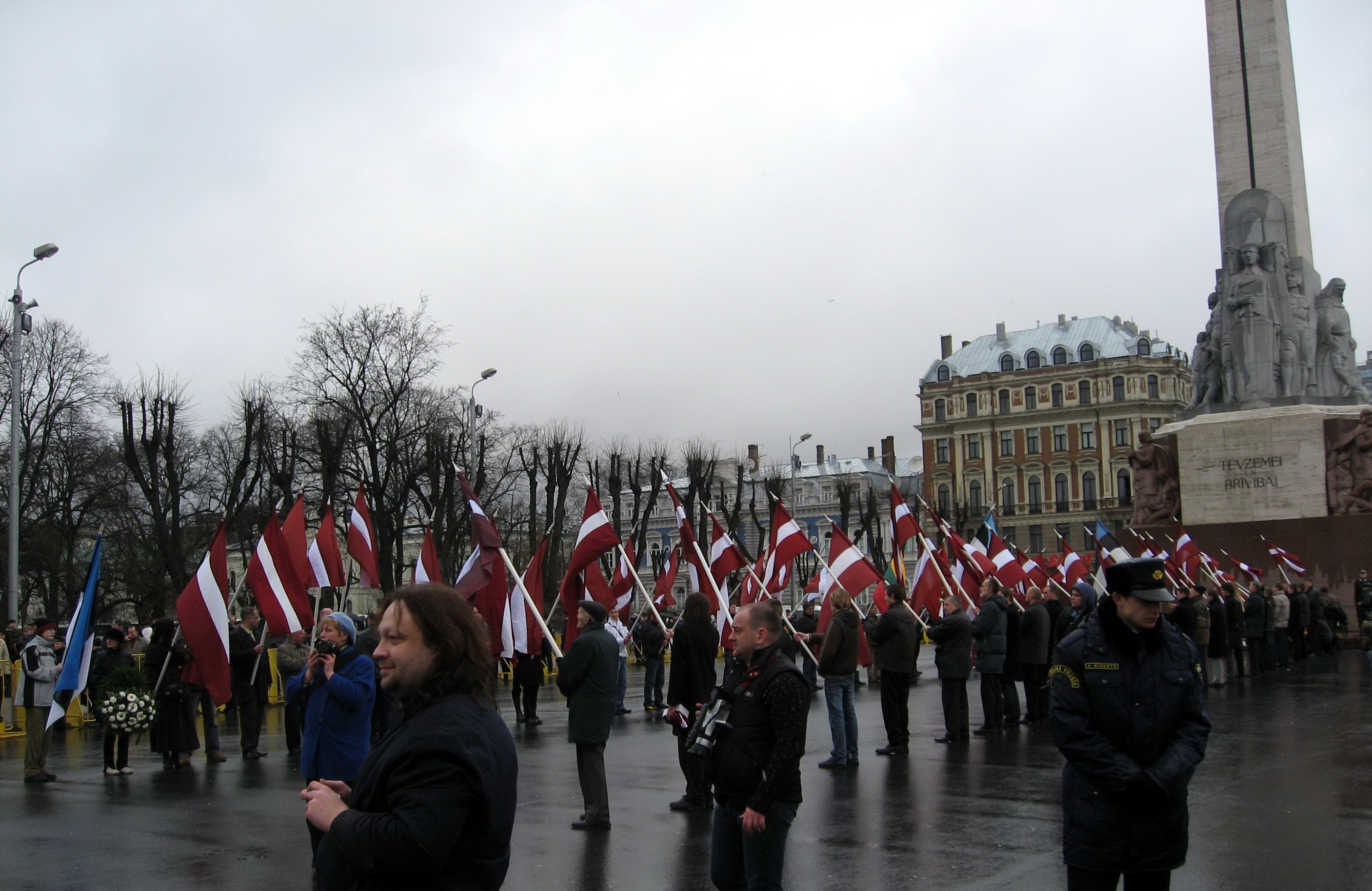
ラトビア軍事記念日は伝統的に、自由の記念碑の周辺で行われる

独立回復以来、記念碑はさまざまな行事の中心地となった。一例として3月16日、第二次世界大戦中にソビエト連邦と戦った武装親衛隊の、ラトビア軍復員軍人の日が挙げられる。この式典は、論争の的になっている。元来3月16日の式典は、1990年にラトビアに導入される以前から亡命ラトビア人が行っていたものであり、1998～2000年の短期間だけ公的な記念日になっていた。1998年に、式典は外国メディアの目にとまり、翌年にはロシア政府が式典についてナチズム礼讃だと批判した。式典は左派・右派の政治的対立にまで発展し、国家全体の安全が脅かされた。
ラトビア政府は状況を打破しようと、いくつかの処置を行った。2006年には、右翼組織が計画した式典が承認されなかっただけでなく、記念碑がフェンスで仕切られていた。リガ市議会の発表によれば、これは修復のためであり、実際に記念碑は2006年に修復されてもいるが、この声明にはのちに疑問が呈された。政治家が他にもいろいろな理由で日程変更を指定したり、フェンスが修復に必要な範囲よりもずっと広い範囲を囲っていたり、天候が修復作業に向くようなものではなかったりしたからである。このためラトビアの報道機関は、国家の安全と言論の自由が脅かされたとして政府を避難した。
不認可の式典も、非難にかかわらず執り行われた。2006年11月23日、公開集会を開く際には当局の承認を得ることが必要だという法律が裁定されたが、これは憲法に矛盾するものであった。その後数年に渡り、政府は警察を動員して記念碑周辺を警護し、式典は比較的穏やかに執り行われている。